# Iridomyrmex discors
Iridomyrmex discors (лат.) — вид мелких муравьёв (Formicidae) из подсемейства Dolichoderinae. 

## Распространение
Австралия. Встречается во всех штатах, кроме Тасмании, но главным образом в южной половине материка. Обитают на рыхлых песчаных почвах, а также на обочинах дорог в городах.

## Описание
Муравьи мелкого размера (менее 5 мм). Длина головы (HL) от 1,12 до 1,56 мм; ширина головы (HW) от 1,09 до 1,63 мм, длина скапуса усика (SL) от 1,01 до 1,29 мм. Основная окраска от оранжевой до красновато-коричневой, ноги коричневые, брюшко до почти чёрного. Отстоящие волоски светло-жёлтые. Заданий край головы со слабой выемкой и остоящими волосками; бока головы выпуклые; на боках головы есть отстоящие волоски. Глаза расположены примерно по средней линии головы. Оцеллии отсутствуют. Усики самок и рабочих 12-члениковые (у самцов антенны состоят из 13 сегментов). Нижнечелюстные щупики 6-члениковые, нижнегубные щупики состоят из 4 сегментов. Голени средних и задних ног с одной апикальной шпорой.
Стебелёк между грудкой и брюшком состоит из одного сегмента (петиоль). Хищники и сборщик мёртвых членистоногих. Зрелые муравейники имеют несколько входных отверстий. Муравьи ведут себя агрессивно, как и родственные им, но более крупные мясные муравьи, и в случае повреждения гнезда, набрасываются на врага и кусают его.
Вид был впервые описан в 1902 году швейцарским мирмекологом профессором Огюстом Форелем (Швейцария). Близок к виду Iridomyrmex obscurior, вместе с которым образует видовую группу Iridomyrmex discors Species-group. Описанные в качестве подвидов и вариететов таксоны Iridomyrmex discors var. aeneogaster  Wheeler, W.M. 1915 и Iridomyrmex discors subsp. occipitalis Forel, 1907 позднее были сведены в синонимы к Iridomyrmex discors (Shattuck, 1996: 39).